# Ida Bons
Ida Bons (Schiedam, 4 maart 1940) is een Nederlands actrice van (vooral) min of meer komische rollen.

## Carrière
In 1962 debuteerde Ida Bons bij het toneelgezelschap Nieuw Rotterdams Toneel.  Tot 1966 was ze actief op de planken en speelde incidenteel rollen in tv-series en tv-films. Na 1965 speelde ze vrijwel alleen nog in films en voor tv in onder andere Amulet, Floris, Kunt u mij de weg naar Hamelen vertellen, mijnheer? (eerste seizoen), Kort en Klein (sketches) en 'n Zomerzotheid. In de jaren 70 en 80 speelde ze veelvuldig in kleinere rollen op tv, later verdween ze wat naar de achtergrond.
Naast acteren is ze ook bekend als stemactrice. Zo heeft ze onder andere de stemmen van Annika en Tante Pastellia ingesproken voor de Nederlandse versie van Pippi Langkous. In 2010 was zij een gezochte persoon in het televisieprogramma Vermist. Verre familie maakte zich ongerust omdat zij nooit meer iets hadden vernomen. Vrijwel moeiteloos echter wist het programma de actrice op te zoeken en bleek alles gelukkig in orde. 
Nadien was Ida Bons nog te zien in de programma's Max TV Wijzer (2013) en Wat een drama (2014) waarin ze interviews gaf over Floris. In september 2018 was zij te gast bij M en liet de stem van Annika, uit de serie Pippi Langkous nog één keer horen 50 jaar later.

## Toneel
- 1962 - De keuken (Stichting Nieuw Rotterdams Toneel)
- 1962 - De nacht van de leguaan (Stichting Nieuw Rotterdams Toneel)
- 1963 - De revisor (Stichting Nieuw Rotterdams Toneel)
- 1964 - Roddels en fijne vijgen (Stichting Nieuw Rotterdams Toneel)
- 1964 - Kiss Me Kate (Stichting Nieuw Rotterdams Toneel)
- 1964 - La mamma (Stichting Nieuw Rotterdams Toneel)
- 1964 - Faust (Stichting Nieuw Rotterdams Toneel)
- 1964 - Gasten op het kasteel (Stichting Nieuw Rotterdams Toneel)
- 1965 - Madame Sans-Gêne (Stichting Nieuw Rotterdams Toneel)
- 1965 - Obsessie (Stichting Nieuw Rotterdams Toneel)